# Sedum morrisonense
Sedum morrisonense là một loài thực vật có hoa trong họ Crassulaceae. Loài này được Hayata miêu tả khoa học đầu tiên năm 1908.